# Alternatieve splicing

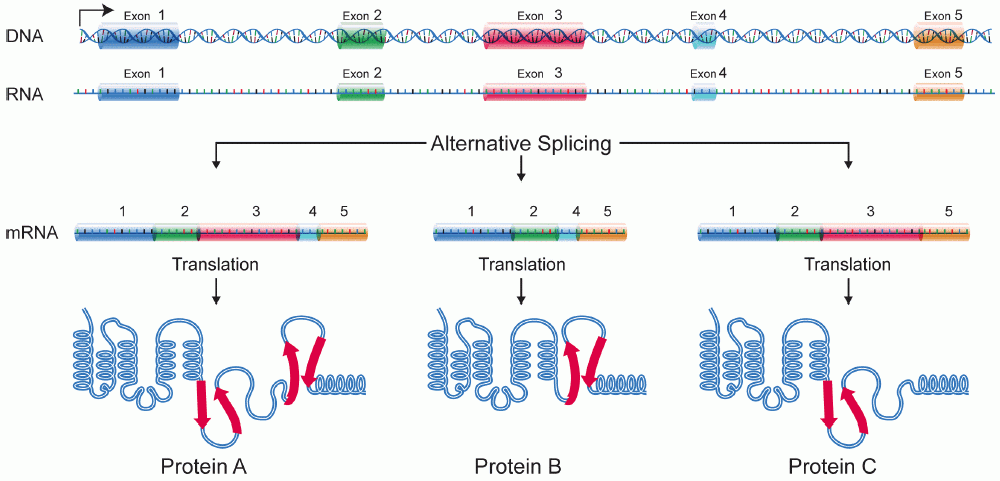
Proteïne A, B en C zijn isovormen gecodeerd door hetzelfde gen via alternatieve splicing.

Alternatieve splicing vindt plaats bij eukaryoten, waarbij door splicingvariatie van het pre-mRNA verschillende mRNA-moleculen gevormd worden en daardoor verschillende proteïnen ontstaan. De verschillende proteïnen worden proteïne isovormen genoemd. Ook virussen zijn hieraan aangepast, wanneer ze gebruikmaken van de proteïne biosynthese van de gastheer.
De ontdekking van isovormen verklaart het kleine aantal coderende genen waaruit het menselijk genoom bestaat. Door het katalytisch vormen van verschillende proteïnen afkomstig van hetzelfde gen wordt de verscheidenheid van het genoom vergroot.
Bij de transcriptie van het DNA bevat het pre-mRNA verscheidene introns en exons. In nematoden komen in het pre-mRNA gemiddeld 4 tot 5 exons en introns voor; bij de fruitvlieg Drosophila melanogaster kunnen meer dan 100 introns en exons in het pre-mRNA voorkomen. Maar wat een intron en wat een exon is, is in het pre-RNA nog niet bepaald en wordt pas bepaald bij het splicingsproces. De regulatie en selectie van spliceplaatsen wordt gedaan door serine/arginine-residu proteïnen, SR-proteïnen genoemd.

## Definitie van een gen
Het gebruik van alternatieve splicingfactoren zorgt voor een gewijzigde definitie van een gen. De huidige definitie waarbij een gen bij eukaryoten codeert voor een enzym is niet langer houdbaar. Sommigen hebben voorgesteld dat een gen als een tweevoudige informatie structuur gezien moet worden:
- Een DNA-sequentie dat codeert voor het pre-mRNA
- Een toegevoegde DNA-code of ander reguleringsproces, dat de alternatieve splicing regelt.

De informatiedichtheid van het DNA is door superpositie aanmerkelijk groter. Een extreem voorbeeld hiervan is het DSCAM-gen van de fruitvlieg, dat de richting van de groei van zenuwcellen bepaalt. Dit gen heeft meerdere cassette-exons (exon cassette mode splicing), waardoor dit gen rekenkundig meer dan 38.016 verschillende proteïnen kan geven. In tegenstelling hiermee is het aantal van ongeveer 18.000 genen van de fruitvlieg verhoudingsgewijs klein. Het aantal verschillende proteïnen wordt dus veel meer bepaald door de alternatieve splicing van het pre-mRNA.

## Wijze van splicing
Er zijn vier bekende wijzen van alternatieve splicing:
- Alternatieve selectie van promotors: dit is de enige splicingmethode dat een alternatief N-terminus domein in proteïnen kan vormen. In dit geval kunnen verschillende sets van promoters splicen met bepaalde sets van andere exons.
- Alternatieve selectie van cleavage (knip)/polyadenylatie plaatsen: dit is de enige methode van splicing dat een alternatief C-terminus domein in proteïnen kan vormen. In dit geval kunnen verschillende sets van polyadenylatieplaatsen gespliced worden met de andere exons.
- Intron retaining mode: in dit geval blijft het intron in het mRNA zitten. Het intron moet echter wel goed voor aminozuren kunnen coderen. De code van het intron moet op de juiste manier tot expressie komen, omdat anders een stopcodon of een verschuiving in het reading frame (leesraam) een niet functioneel proteïne geeft. Zie ook Frameshiftmutatie.
- Exon cassette mode: in dit geval worden bepaalde exons uit het pre-mRNA gespliced (geknipt), waardoor de sequentie verandert en een ander proteïne gevormd wordt.

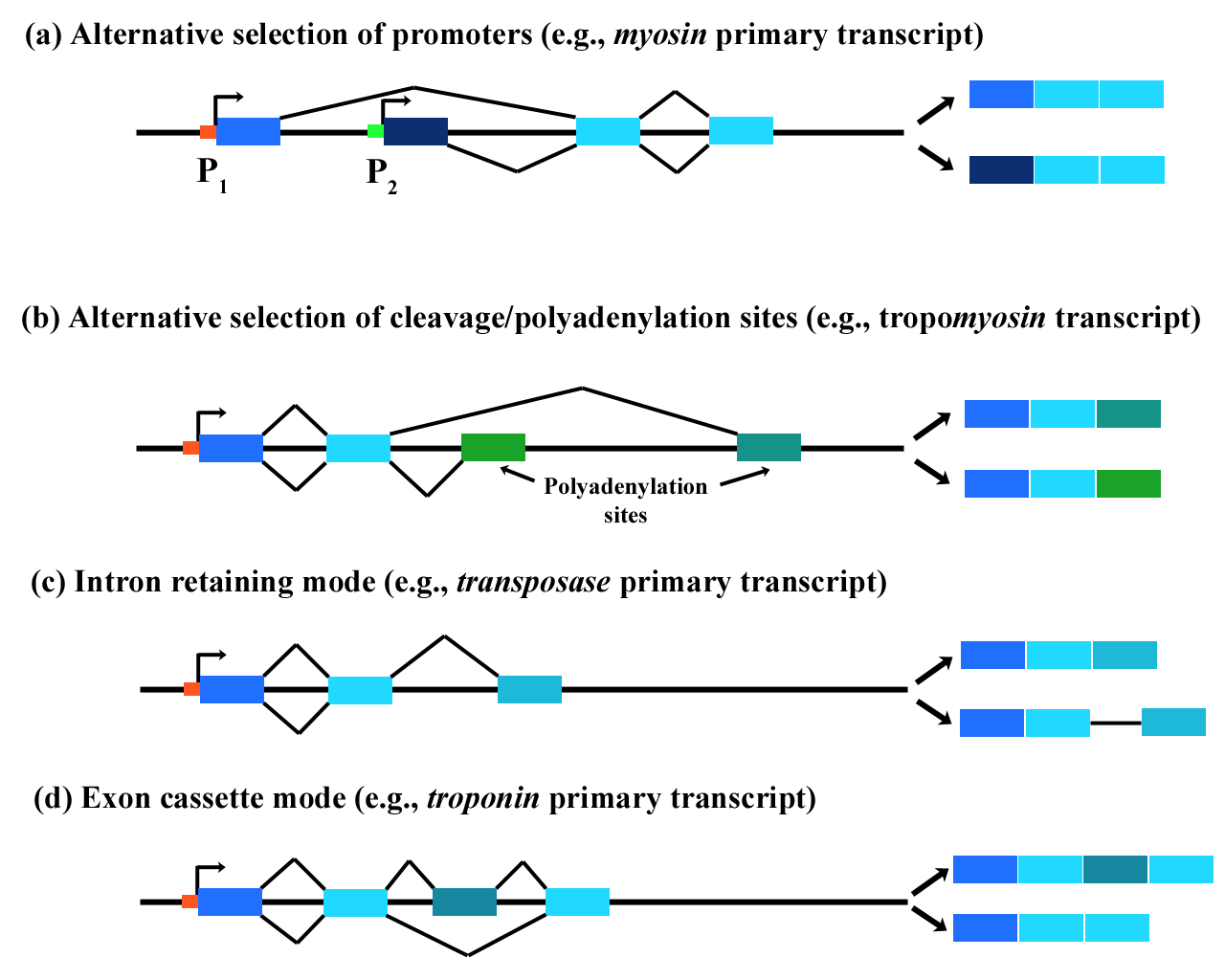
Verschillende wijzen van alternatieve splicing